# Centre d'aguerrissement et d'instruction au désert de Djibouti
Le Centre d'aguerrissement et d'instruction au désert de Djibouti (CAIDD) est un centre d'entraînement de l'armée de Terre française situé en République de Djibouti.
Il est armé par un élément de 11 instructeurs de la compagnie d'infanterie du 5e régiment interarmes d'outre-mer (5e RIAOM).

## Histoire
Créé en 1998 par le Commando marine, il s'appelait tout d'abord CIDO, pour Centre d'instruction au désert d'Ogoul (son lieu de stationnement).
Il est ensuite géré par la 13e demi-brigade de Légion étrangère jusqu'au départ de celle-ci de Djibouti en 2011.

## Missions
La mission du CAIDD est de délivrer une formation axée sur les règles de vie, de survie et de sécurité dans le désert. Les cours sont essentiellement tournés vers les techniques de vie locale (trouver de l'eau, connaître le milieu, abattage du cabris, cuisine nomade, cours sur le dromadaire, etc.), faune et flore, sécurité, de survie (santé, prévention du coup de chaleur) et de combat (techniques de tirs de combat).
Le centre accueille aussi des unités étrangères (djiboutiennes, yéménites, allemandes, américaines, etc.)

## Organisation
Les stages, ouverts à toutes les unités en mission de courte durée sur le territoire ainsi qu'aux unités permanentes (armée de l'air, services communs), durent 10 jours divisés en trois parties  :
- enseignement technique spécifique
- phase d'aguerrissement
- phase de restitution au cours d'un exercice

Le stage propose aussi des formations adaptées de 2 jours permettant de former les officiers élèves de l'École d'application de l'infanterie, les pilotes de l'escadron de chasse 4/33 Vexin puis de l'Escadron de chasse 3/11 Corse qui le remplace en 2008 et du détachement ALAT stationnés sur la base aérienne 188 Djibouti.

## Source
- Terre information magazine no 181